# 샤크티파
샤크티파(산스크리트어: शाक्तं 샤크탐)는 힌두교의 신성한 어머니(Divine Mother)인 아디 파라샤크티(Adi parashakti) 또는 샤크티(Shakti) 또는 데비(Devi)를 절대적 또는 궁극적 신성으로 숭배하는 종파이다. 샤크티파의 산스크리트어 명칭인 샤크탐(Śāktaṃ)의 문자 그대로의 뜻은 "(신의) 권능에 대한 가르침" 또는 "여신에 대한 가르침"이다. 샤크티파는 비슈누파(Vaishnavism)와 시바파(Shaivism)와 더불어 힌두교의 주요 세 종파들 중의 하나이다. 여기서 종파는 신상을 예배하는 등의 종교적인 성격을 띠는 힌두교 분파를 뜻하는 것으로 힌두교 철학 학파와는 구별할 필요가 있다.
샤크티파의 신자들 또는 수행자들을 샤크티교인 또는 샤크티교도라고 하는데, 산스크리트어로는 샤크타(산스크리트어: शाक्त, Śākta, 영어: Shakta)라고 한다.
샤크티교에서 신성한 어머니인 샤크티는 사라스바티 · 락슈미 · 파르바티의 세 여신이 결합된 존재인 "트리데비"로 표현되기도 한다.

## 같이 보기
- 샤크티
- 아디 파라샤크티
- 트리데비
- 트리무르티